# Andrzej Lipiński (duchowny polskokatolicki)
Andrzej Lipiński (ur. 2 stycznia 1948 w Maszewie Dużym k. Płocka) – były duchowny rzymskokatolicki, były członek Zgromadzenia Księży Orionistów (do 2012 r.), biskup pomocniczy Katolickiego Kościoła Narodowego w Polsce.

## Życiorys
Syn Juliana i Jadwigi. Po odbyciu studiów filozoficzno-teologicznych 12 marca 1982 r. złożył wieczystą profesję w Zgromadzeniu Księży Orionistów, zaś święcenia diakonatu przyjął w dniu 25 marca 1982 roku. Święcenia prezbiteriatu przyjął również w 1982 r. z rąk biskupa Bronisława Dąbrowskiego. Pełnił posługę w Zgromadzeniu Księży Orionistów, będąc m.in.: dyrektorem Młodzieżowego Ośrodka Wychowawczego Księży Orionistów w Warszawie przy ul. Barskiej 4 oraz kapelanem w Hospicjum Opatrzności Bożej w Wołominie. Od 2012 związany z Katolickim Kościołem Narodowym w Polsce. Od 2015 roku pełni funkcję proboszcza parafii Katolickiego Kościoła Narodowego pw. Świętej Trójcy w Warszawie oraz Rektora WSD Katolickiego Kościoła Narodowego w Polsce. 7 października 2017 roku, uchwałą Synodu Kościoła został wybrany na urząd biskupa pomocniczego Katolickiego Kościoła Narodowego w Polsce. 17 marca 2018 roku przyjął sakrę biskupią z rąk Pierwszego Biskupa Kościoła - Adama Rośka.